# Michel Hofman

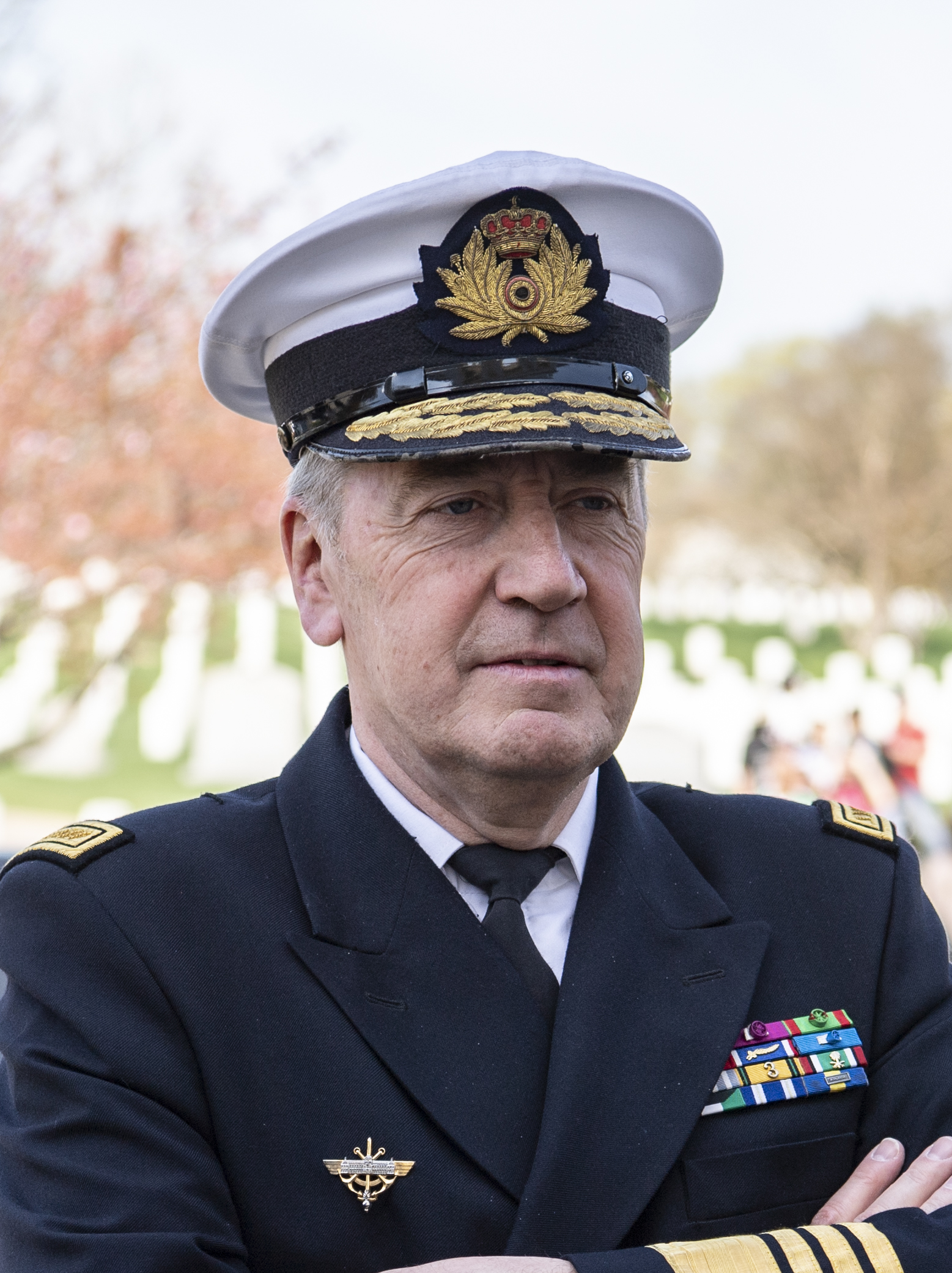
Michel Hofman (2023)

Michel Hofman (* 1961 in Ostende) ist ein belgischer Admiral und seit 2020 Befehlshaber der belgischen Streitkräfte.

## Leben
Michel Hofman wurde 1961 in Ostende, an der belgischen Nordseeküste in der Provinz Westflandern, geboren.

### Militärische Laufbahn
Nach seiner Schulausbildung an einer Kadetten-Schule, schloss sich Michel Hofman 1978 der Belgischen Marine an und absolvierte die Königliche Militärakademie. Als junger Offizier diente er zunächst an Bord belgischer Minenabwehrfahrzeuge und Fregatten. Während dieser Zeit nahm er mit der Fregatte Wandelaar (Wielingen-Klasse) an den Operationen Desert Shield und Desert Storm des Zweiten Golfkriegs teil.
Nach Abschluss eines Senior Staff Course in Paris wurde Hofman 2000 Kommandant der Fregatte Westdiep (Wielingen-Klasse). In den nächsten Jahren folgten Verwendungen bei niederländisch-belgischen Kommandos (u. a. beim Admiral Benelux). Im Jahr 2006 wechselte er zum Generalstab und war für verschiedene belgische Auslandsoperationen mit verantwortlich.
Als Flaggoffizier übernahm er den Posten des Kommandanten der Belgischen Marine. Im Jahr 2015 wechselte er wieder zum Generalstab. Im Juli 2017 wurde er auf den Posten des stellvertretenden Chef des Generalstabs berufen. Im Juli 2020 wurde er, zum Admiral befördert, auf den Posten des Generalstabschefs berufen und löste Marc Compernol ab. Er ist seit mehr als 15 Jahren der erste Marineoffizier auf diesem Posten.

### Persönliches
Michel Hofman lebt in Ostende. Obwohl er dort (im niederländischsprachigen Teil Belgiens) geboren wurde, ist seine Muttersprache Französisch. Niederländisch beherrscht er aber ebenfalls perfekt.

## Auszeichnungen (Auszug)
- Großoffizier des Belgischen Kronenorden (2017)
- Offizier des Leopoldsorden (2007)